# Machaerium microphyllum
Machaerium microphyllum är en ärtväxtart som först beskrevs av Ernst Meyer, och fick sitt nu gällande namn av Paul Carpenter Standley. Machaerium microphyllum ingår i släktet Machaerium och familjen ärtväxter. Inga underarter finns listade i Catalogue of Life.